# T.I.
T.I., właśc. Clifford Joseph Harris Jr. (ur. 25 września 1980 w Atlancie) – amerykański raper, aktor, prezenter telewizyjny i biznesmen. Posiada swój własny klub nocny Club Crucial mieszczący się w Atlancie, w stanie Georgia.
W 2006 roku zagrał główną rolę w filmie ATL. Pod koniec października 2007 roku wziął udział w telewizyjnej gali stacji VH1 − Hip Hop Honors 2007. Miesiąc później w listopadzie 2007 roku ukazał się film Amerykański gangster z raperem w roli bratanka głównego bohatera, gangstera (Denzel Washington), który ma spore problemy z policją. W 2009 prowadził autorski program telewizyjny T.I.'s Road to Redemption, który opowiadał o przygotowaniach umieszczenia rapera w zakładzie karnym. 27 sierpnia 2010 miała miejsce premiera filmu pt. Chętni na kasę, którego jednym z producentów był T.I., ale także odtwórcą jednej z ról. Kolejny reality show z jego osobą w roli głównej zadebiutował 5 grudnia 2011 roku na antenie VH1 pt. T.I. and Tiny: The Family Hustle. Fabuła była skupiona wokół rodziny Clifforda Josepha Harrisa Jr. Jesienią 2012 roku rozpoczął się drugi sezon.
Współpracował z takimi wykonawcami, jak: Too Short, Pimp C, Rick Ross, Young Dro, Nicole Scherzinger, Christina Milian, Eminem, Xtaci, B.G., Ciara, Nelly, Ashanti Douglas, Young Jeezy, Beenie Man, UGK, Lil’ Kim, Daz Dillinger, Lil Jon, Lil Wayne, Swizz Beatz, Young Buck, Common, Jamie Foxx, Jazze Pha, Christina Aguilera, 50 Cent, Justin Timberlake czy Dr. Dre. Brał także udział w nagrywaniu jednej z pośmiertnych płyt 2Paca − Pac’s Life (2006). Był w konflikcie z raperami: Ludacris, Lil’ Flip i Shawty Lo.

## Życiorys

### Wczesne lata
T.I. urodził się jako Clifford Joseph Harris Jr. 25 września, 1980 roku w Riverdale, w stanie Georgia. Syn zmarłego Clifforda „Buddy’ego” Harrisa Sr. i Violety Morgan. Był wychowywany przez dziadków w Bankhead, Atlancie. Jego ojciec mieszkał w Nowym Jorku; miał Alzheimera i z powodu tej choroby zmarł. W wieku dziewięciu lat zaczął rapować. Uczęszczał do wyższej szkoły Douglass High School, jednak ją porzucił i jako nastolatek handlował narkotykami. Już w wieku 14 lat był aresztowany kilka razy. T.I.P. jest jego oryginalnym pseudonimem scenicznym, który wziął się od ksywki Tip, nadanej mu przez dziadka.

### 2001–02:I’m Serious
Po podpisaniu kontraktu z wytwórnią Arista Records w 2001 roku, T.I.P. postanowił skrócić swój pseudonim do T.I., aby nie mylono go z innym raperem, Q-Tip'em, który w tamtym czasie również miał podpisany kontrakt z Arista. Kilka miesięcy później, w październiku 2001 ukazał się jego debiutancki album I’m Serious. Był promowany singlem „I’m Serious” w którym wystąpił jamajski muzyk reggae Beenie Man. Został on wydany 25 czerwca 2001 r.; nie odniósł sukcesu. T.I. wspomogli Pharrell Williams, Too Short, YoungBloodZ czy Lil Jon. Album zadebiutował na pozycji 98. notowania Billboard 200 ze sprzedażą ponad 100.000 egzemplarzy. Krytycy oceniali płytę rapera różnie. Wykazywali oni głównie, że utwory brzmiały podobnie i ich styl nie był nowością na ówczesnej scenie hip-hopowej. Zarzucano raperowi, że nie pokazał wszystkich możliwości, jednocześnie podkreślając że T.I. ma potencjał.
Z powodu słabej sprzedaży i małego zainteresowania płytą, Arista Records zerwała kontrakt z raperem. W 2003 roku Clifford wspólnie z Jasonem Geterem założył wytwórnię muzyczną Grand Hustle Records. Pierwszymi wydaniami były mixtape’y z DJ-em Drama.

### 2003–2005:Trap MuzikiUrban Legend
Powrócił latem 2003 r. piosenką „Never Scared” nagraną wspólnie z Bone’em Crusherem. Niedługo potem podpisał kontrakt z Atlantic Records w której wydaje do chwili obecnej.
Nad kolejnym solowym albumem pt. Trap Muzik, raper pracował przez roku, od 2002 do 2003 r. Został wydany 19 sierpnia 2003 nakładem dwóch wytwórni Grand Hustle Records i Atlantic Records. Zadebiutował na 4. miejscu notowania Billboard 200, ze sprzedażą ponad 100.000 egzemplarzy. Promowały go single „24s”. „Be Easy”. „Rubberband Man”. i „Let's Get Away”. Gościnnie na albumie wystąpili 8Ball & MJG, Jazze Pha, Bun B, a produkcją zajęli się wcześniej wymieniony Jazze Pha, Kanye West, David Banner, Madvac czy DJ Toomp.
W marcu 2004 roku Harris Jr. został aresztowany po tym jak złamał warunki kuratora jeszcze z 1997 r. Otrzymał karę trzech lat więzienia za sprzedaż narkotyków. Jednak po miesiącu został zwolniony i powrócił do muzyki.
T.I. swój trzeci studyjny album Urban Legend wydał w listopadzie 2004 roku. Zadebiutował na 7. miejscu notowania Billboard 200 ze sprzedażą 193.000 egzemplarzy płyty w pierwszym tygodniu. Pierwszym singlem został utwór pt. „Bring Em Out”, który został wydany w styczniu 2005 i z miejsca stał się sukcesem. Dotarł do 9. pozycji notowania Billboard Hot 100. Natomiast drugi singel „U Don't Know Me” uplasował się na 23. miejscu. Ostatni utwór promujący wydany album ukazał się 24 maja 2005 i debiutował na 75. pozycji notowania Billboard Hot 100. W międzyczasie, wystąpił u boku Destiny’s Child i Lila Wayne’a w singlu „Soldier”. Piosenka dotarła do wysokiego trzeciego miejsca listy Billboard Hot 100.
W 2006 roku raper otrzymał dwie nominacje Nagrody Grammy za piosenkę „Soldier” z Destiny’s Child & Lil Wayne’em dla najlepszej wspólnej piosenki i Nagrodę Grammy w kategorii Best Rap Solo Performance za „U Don't Know Me” na Ceremonii rozdania Nagród Grammy w 2006 roku. W tym samym roku zdobył tytuły „Artysty roku muzyki rap”. „Album roku”. „Album roku muzyki rap”. „Utwór roku muzyki rap” i „Wideoklip roku” zestawienia Billboard Music Awards.

### 2006–2007:KingiT.I. vs T.I.P.
Czwarty studyjny album zatytułowany King (z ang. Król) został wydany 28 marca 2006 roku. W pierwszym tygodniu sprzedał się w ilości ponad 500.000 egzemplarzy, debiutując na najwyższym miejscu notowania Billboard 200. Promocyjnym singlem został utwór „Front Back”, który dotarł do 11. pozycji listy Bubbling Under R&B/Hip-Hop Singles. Został opublikowany 7 listopada 2005 r. Mimo tego, że piosenka nie odniosła znaczącego sukcesu, pomogła promować film komediowy z udziałem samego zainteresowanego ATL, który ukazał się kilka miesięcy później w marcu 2006 r. Płytę promowały także single „What You Know”. „Why You Wanna” i „Live in the Sky”. Ten pierwszy odniósł ogromny sukces. Uzyskał status podwójnej platyny, za sprzedaż dwóch milionów egzemplarzy. Król zdobył wiele nagród i nominacji, w tym nominację do Nagrody Grammy w kategorii Best Rap Album. W tym roku wystąpił także u boku Young Dro w utworze „Shoulder Lean”, który okazał się sukcesem porównywalnym do „What You Know”. Singel ten także zdobył status podwójnej platyny.
Singel „What You Know” zdobył Nagrodę Grammy w kategorii Best Rap Solo Performance na 49. ceremonii wręczenia nagrody Grammy. Również w tym roku Clifford wystąpił u boku piosenkarza rhythm and blues Justina Timberlakea w piosence „My Love”. Odniosła i ona sukces, zdobywając Nagrodę Grammy w kategorii Best Rap/Sung Collaboration. Później wystąpił u boku DJ-a Khaleda i innych wykonawców w utworze „We Takin' Over”, który promował album We the Best.
W lipcu 2007 ukazał się jego kolejny album, T.I. vs T.I.P.. Pierwszym singlem był utwór „Big Shit Poppin' (Do It)”, który ukazał się końcem maja 2007 r. Uzyskał status złotego singla przyznawanego przez RIANZ. Album sprzedał się nieco gorzej od poprzednika, bo 468.000 egzemplarzy w Stanach Zjednoczonych. Natomiast zanotował najwyższe miejsce na liście Billboard 200. Na płycie muzyka wsparli między innymi Jay-Z, Busta Rhymes, Nelly czy Eminem.
13 października 2007 rapera zatrzymano kilka godzin przed BET Awards w Atlancie pod zarzutem posiadania pistoletów maszynowych.

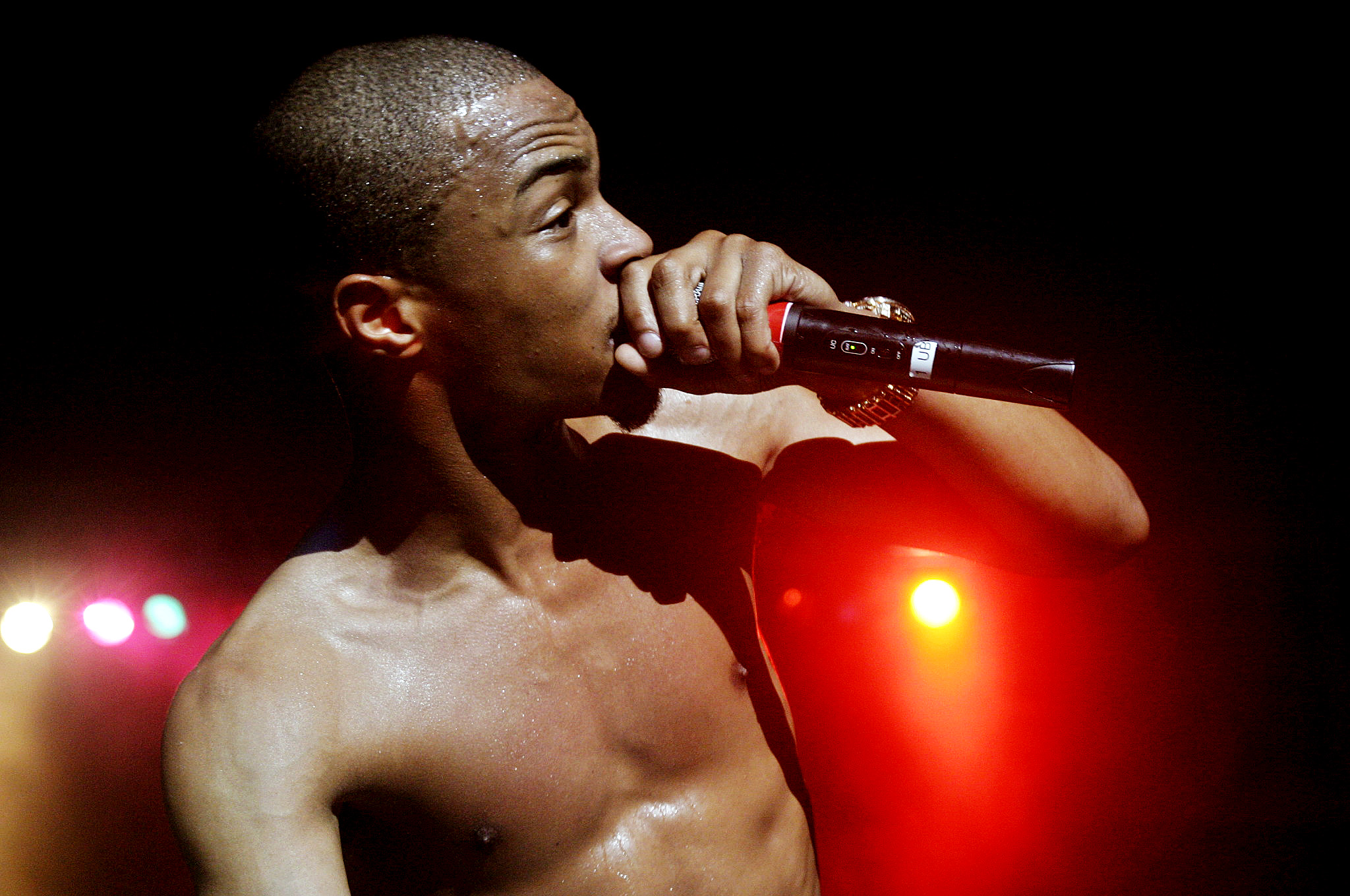
T.I. w 2006 roku na Summer Jam w Pittsburgh, Pensylwania

### 2008–2009:Paper Trail
29 września 2008 miała premiera nowa płyta Paper Trail. Promocyjnym singlem był utwór „No Matter What”. wydany w kwietniu 2008. Drugim został „Swing Ya Rag” w którym wystąpił Swizz Beatz. Oficjalnym singlem została piosenka „Whatever You Like”. wydany w lipcu 2008. Okazał się sukcesem, dotarł do 1. miejsca notowania Billboard Hot 100. Album zadebiutował na najwyższej pozycji notowania Billboard 200, ze sprzedażą 568.000 egzemplarzy w Stanach Zjednoczonych.
Drugi singel z albumu „Swagga Like Us” w którym wystąpili Jay-Z, Kanye West i Lil Wayne, zadebiutował na 5. pozycji listy Billboard Hot 100. Kolejnym utworem promującym album był „Live Your Life” nagrany wspólnie z barbadoską piosenkarką Rihanna. Okazał się wielkim sukcesem, dotarł do 1. miejsca. Powstał między innymi do niego teledysk. Singel był grany w większości stacji radiowych. Sprzedano ponad trzy miliony egzemplarzy nośnika. Singel otrzymał status potrójnej platyny przyznanej przez Recording Industry Association of America. Piosenkę wykorzystano do promocji filmu Kac Vegas. Ostatni singel „Dead and Gone” z gościnnym udziałem piosenkarza Justina Timberlake’a dotarł do wysokiego drugiego miejsca, na którym utrzymywał się przez pięć tygodni. Był nominowany do Nagrody Grammy w kategorii Best Rap/Sung Collaboration” i „Best Rap Song” na 52. ceremonii rozdania nagród Grammy.
W marcu 2009 roku został skazany na rok więzienia za posiadanie nielegalnej broni.

### Od 2010
W październiku 2010 roku, dwa miesiące przed premierą nowej płyty, raper ponownie został skazany na karę więzienia za posiadanie narkotyków. Z zakładu karnego został zwolniony 29 września 2011.
7 grudnia 2010 opublikowano kolejny studyjny album − No Mercy. 8 marca 2010 roku ukazał się promocyjny singel „I'm Back” do którego zrealizowano niskobudżetowy teledysk. Dotarł on do 44. miejsca notowania Billboard Hot 100. W tym czasie także wystąpił u boku grupy Diddy – Dirty Money, której liderem był Sean Combs, w utworze „Hello Good Morning”. Singel ten zdołał uplasować się na 27. pozycji listy Billboard Hot 100. Album zadebiutował na miejscu 4. notowania Billboard 200 ze sprzedażą 159.000 egzemplarzy w pierwszym tygodniu. Uzyskał status złotej płyty, za sprzedaż ponad pół miliona kopii.
1 stycznia 2012 ukazał się oficjalny mixtape T.I. pt. Fuck Da City Up. Na projekcie znalazło się 19 utworów. Gościnnie wystąpili Young Jeezy, Pimp C (niepublikowana zwrotka), Too Short, Nelly, B.o.B, Dr. Dre, Pusha T i Trey Songz.
18 grudnia 2012 ukazał się nowy album rapera pt. Trouble Man: Heavy is the Head. Promocyjny singel zatytułowany „I'm Flexin” wydano 30 września 2011 r. Dotarł do 66. pozycji listy Billboard Hot 100. Kilka tygodni później pojawił się singel „F.A.M.E.” Young Jeeziego, w którym gościnnie wystąpił T.I. „Here Ye, Hear Ye” z Pharrellem Williamsem jako Sk8brd był następnym promocyjnym utworem. Pierwszym oficjalnym singlem był utwór „Love This Life”, który został wydany 3 kwietnia 2012 roku. 17 lipca 2012 roku odbyła się premiera singla pt. „Go Get It”. a 16 października – „Ball”.
21 października 2014 odbyła się ogólnoświatowa premiera albumu pt. Paperwork. Płytę promowały trzy single „About the Money”. „No Mediocre” i „New National Anthem”. Rapera wsparli tacy artyści jak: Young Jeezy, Skylar Grey, Usher, The-Dream czy Chris Brown. Album zadebiutował na 2. miejscu listy notowań Billboard 200 ze sprzedażą 79.788 egzemplarzy.

## Życie prywatne
W 2001 roku T.I. poznał piosenkarkę Tamekę Cottle, członkinię Xscape. Ślub obojga odbył 30 lipca 2010 w Miami na Florydzie. Mają dwóch synów: Clifford „King” Joseph Harris III (ur. w 2004) i Major Philant Harris (ur. w 2008). 22 marca 2007 roku Tameka urodziła martwe dziecko Harrisa, córkę Lelah Amore Harris. Raper wspomina o niej w piosence „No Matter What”.
Z poprzedniego związku z Lashon Dixon ma dwóch synów: Domani Uriah (ur. w 2000) i Messiah Ya'Majesty (ur. w 2001). Ponadto ma córkę: Deyjah Imani, także z innego związku.

## Dyskografia
- I’m Serious (2001)
- Trap Muzik (2003)
- Urban Legend (2004)
- King (2006)
- T.I. vs T.I.P. (2007)
- Paper Trail (2008)
- No Mercy (2010)
- Trouble Man: Heavy is the Head (2012)
- Paperwork (2014)

## Filmografia
| - ATL (2006) - Amerykański gangster (2007) - For Sale (2008) - Chętni na kasę (2010) - Złodziej tożsamości (2013) - Get Hard (2015) - Ant-Man (2015) - Ant-Man and The Wasp (2018) |  | - Życie na fali (2005) - Punk'd (2005) - Ekipa (2008) - T.I.'s Road to Redemption (2009) - Kathy Griffin: My Life on the D-List (2009) - Behind the Music (2009) - Larry King Live (2010) - The Wendy Williams Show (2010) - The Mo'Nique Show (2010) - T.I. and Tiny: The Family Hustle (2011) - House of Lies (2012) |

## Ścieżka dźwiękowa
| - Mr. 3000 („Look What I Got”) - The Longest Yard („Bounce Like This”) - Hustle & Flow („I'm a King” z Lil Scrappy'm & P$C) - ATL („Ride With Me”. „What You Know”. „Front Back”) - Step Up („Get It”) - One Tree Hill („24s”) - Entourage - „An Offer Refused” („Bring 'em Out”) - „Neighbors” („Freak Though” z Pharrellem Williamsem) - „Dominated” („Ride Wit Me”) - „Sorry, Harvey” („You Know What It Is”) - The O.C. („Bring 'em Out”) - Making The Band („Be Easy Instrumental”) |  | - Need for Speed - Need for Speed: Underground („24s”) - Need for Speed: Most Wanted („Do Ya Thang” z P$C) - Midnight Club 3: DUB Edition („ASAP” & „U Don't Know Me”) - Def Jam: Icon („What You Know” & „Top Back”) |